# Joseph Kyle (Maler)

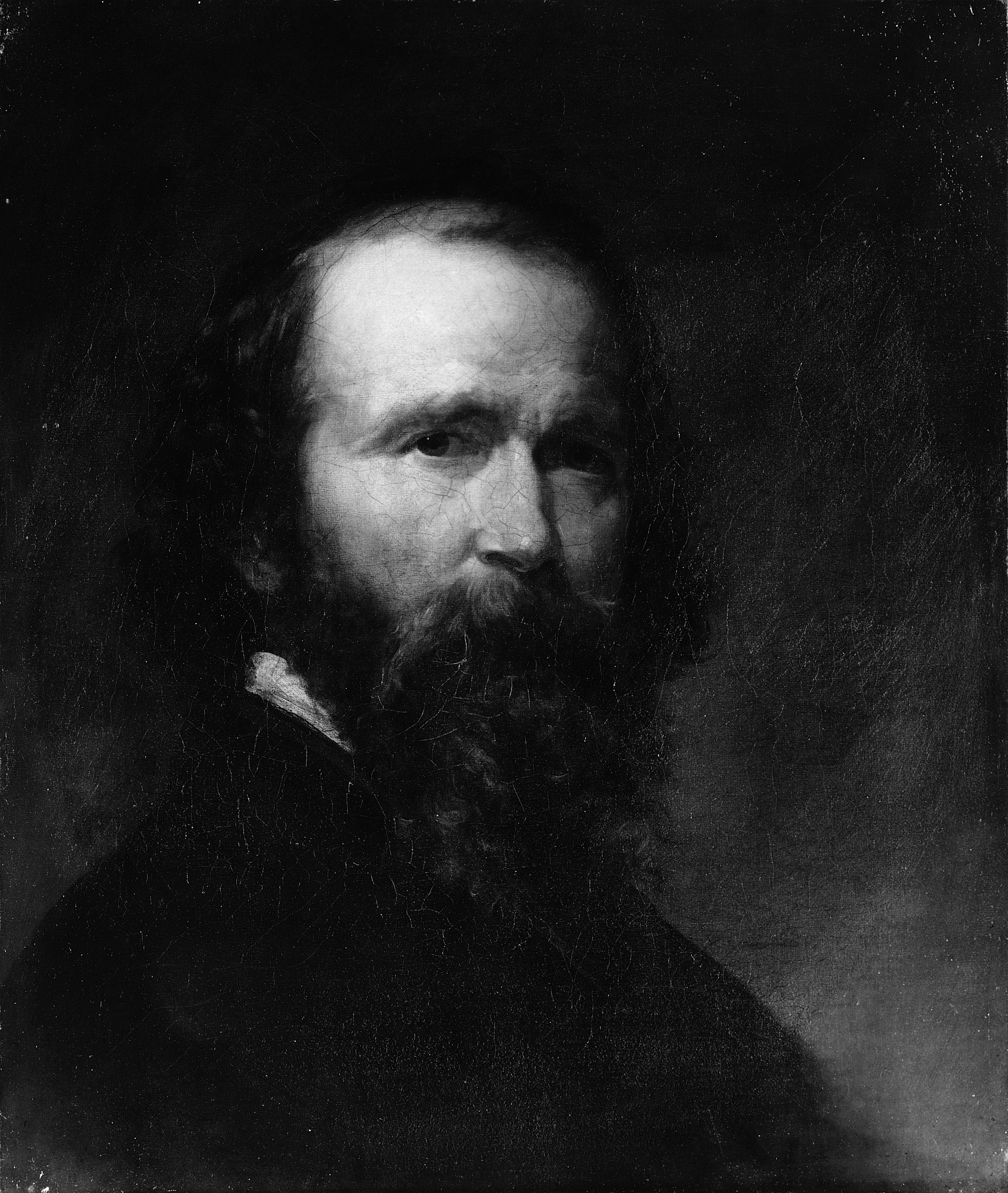
Joseph Kyle, Selbstporträt um 1859, Metropolitan Museum of Art

Joseph Kyle (* 1798 in Ludlow Station, Hamilton County, Ohio, oder 1809 in Clermont County, Ohio; † 27. November 1863 in New York City) war ein US-amerikanischer Porträt-, Genre- und Panoramenmaler.

## Leben
Kyle, bereits in frühen Jahren ein Waise, erwarb in Cincinnati, Ohio, wo er von etwa 1823 bis 1830 als Porträtmaler wirkte, eine künstlerische Ausbildung. 1830 wurde in Philadelphia, Pennsylvania, seine Tochter geboren, die spätere Schriftstellerin Mary Kyle Dallas. Vor 1834 lebte er eine Weile als Bildnis- und Genremaler in Louisville, Kentucky. 1834 studierte er Malerei bei Thomas Sully und Bass Otis (1784–1861) in Philadelphia. Mit dem befreundeten Maler John Frankenstein teilte er dort ein Atelier, später hatte er ein eigenes Porträtatelier. Bald nahm er an Ausstellungen der Artists’ Fund Society teil. Um 1846 ließ er sich in New York City nieder. Dort gehörte er dem New York Sketch Club an. Auch war er von 1847 bis 1849 Mitglied der National Academy of Design, an deren Ausstellungen er teilnahm. Außerdem war er mehrfach auf Ausstellungen der American Art-Union vertreten.

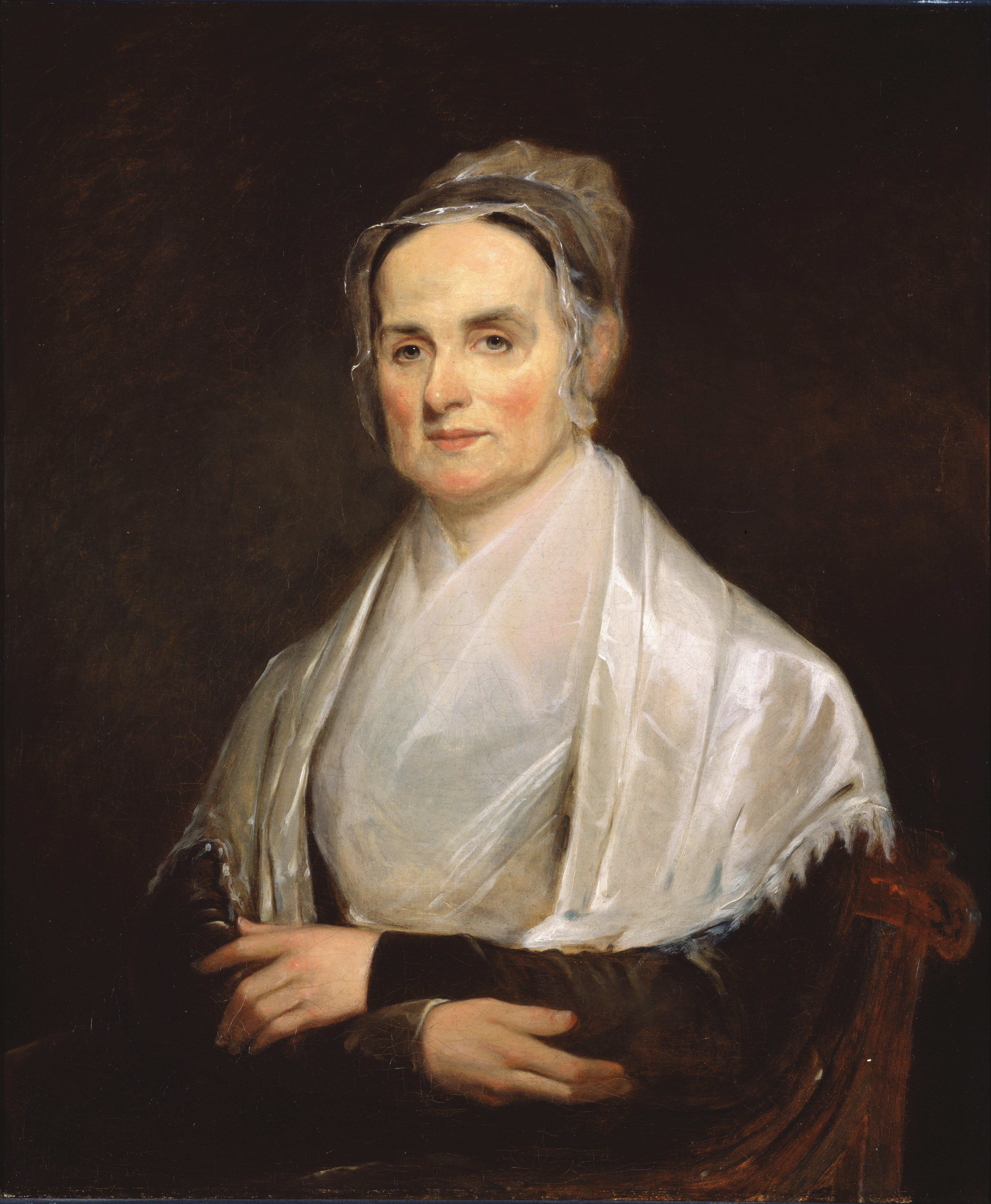
Lucretia Mott, 1842, National Portrait Gallery Washington

Seit den 1840er Jahren war Kyle ein Mitarbeiter an der Herstellung bewegter Monumentalgemälde, die als Moving Panoramas in den Vereinigten Staaten der Antebellum-Zeit zu einer neuen, populären Darstellungsform der Kultur- und Unterhaltungsbranche entwickelten. So war er an der Produktion des Mississippi River Panorama von John Rowson Smith (1810–1864) und 1847 an William Burrs St. Lawrence River beteiligt. 1848 half er dem Maler Edward Harrison May (1824–1887), das Panorama The Pilgrim’s Progress, nach dessen literarischem Urheber John Bunyan auch Bunyan’s Tableau genannt, zu realisieren. 1849 assistierte er dem Architekten John Skirving (1806–1865) bei der Fertigung des Panoramas über Expeditionen, die John C. Frémont durch Kalifornien und Oregon unternommen hatte. Dieses Gemälde wurde unter anderem in Boston, New York und London vorgeführt. 1850/1851 schuf er mit Jacob A. Dallas, der um 1856 sein Schwiegersohn wurde und ein Cousin des US-Vizepräsidenten George M. Dallas war, eine zweite Fassung von Bunyan’s Tableau, die mehrere Jahrzehnte auf Tournee ging und dann in Vergessenheit geriet, ehe sie 1996 in einem Museum in Saco, Maine, wiederentdeckt wurde. 1852 half er Godfrey Frankenstein und dessen Brüdern Gustavus und George in New York City eine Werkstatt zur Herstellung des Moving Panorama of Niagara Falls aufzubauen. Von 1855 bis 1857 arbeitete er in New Orleans, Louisiana, an der Herstellung eines Panoramas über den Mississippi River. Zusammen mit Dallas schuf er 1857 das Panorama China and Japan Illustrated nach Reiseberichten von William Heine. Nach Dallas’ Tod realisierte Kyle 1857 unter dem Titel Illustrations of Central America sein letztes Panorama nach Vorlagen von Ramón Paéz (1810–1894), welcher Costa Rica bereist hatte.
Vor und nach seiner Phase als Panoramenmaler schuf Kyle eine Reihe beachtlicher Porträts, darunter 1842 ein Bildnis der Abolitionistin und Frauenrechtlerin Lucretia Mott. Ein Schüler Kyles war 1860 der Landschaftsmaler George E. Candee (1837–1907).